# Arsenal de Venècia

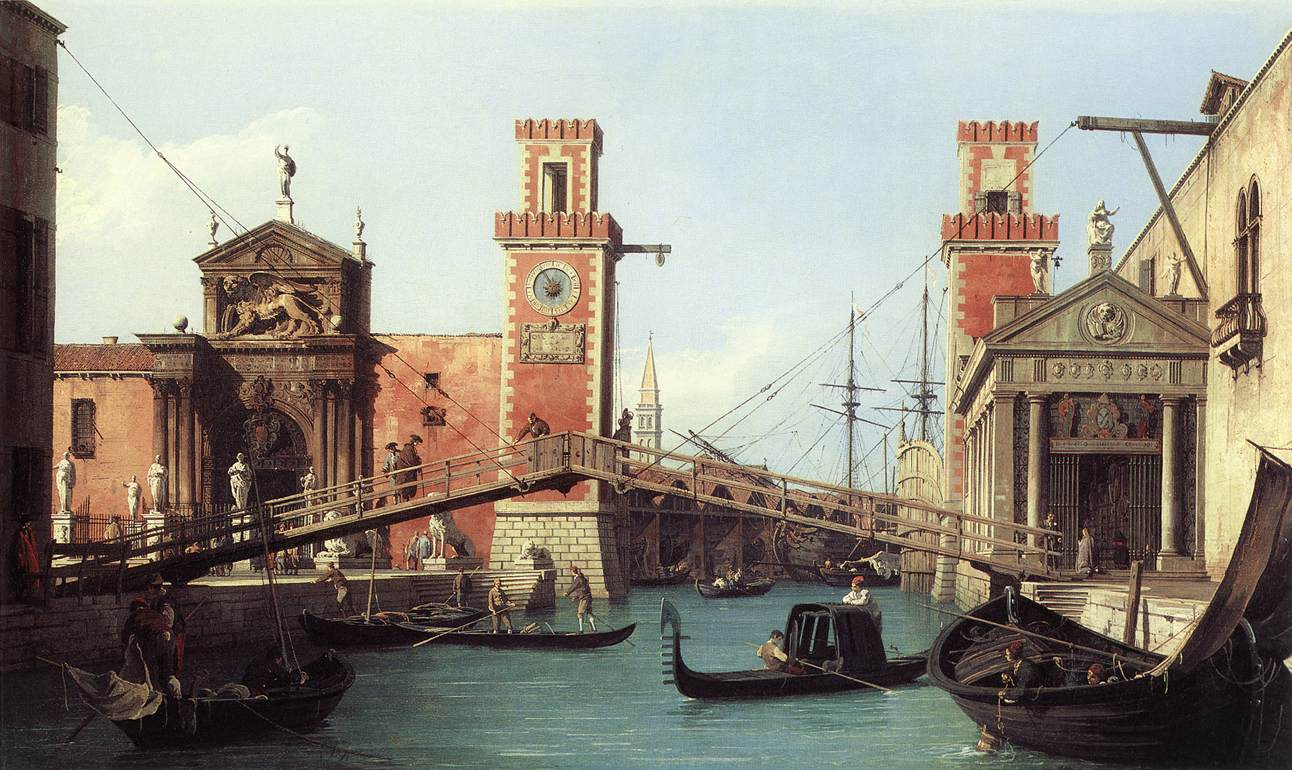
Vista de l'entrada a l'Arsenal, de Canaletto (1732)

L'Arsenal de Venècia (en italià Arsenale di Venezia) és una drassana i base naval que va tenir un paper preponderant en la construcció del poder naval de la República veneciana. Va ser una de les àrees més importants de Venècia, situada al nord del sestiere o barri de Castello.
Pels volts del segle viii, en aquesta zona hi podia haver hagut una estructura d'estil romà d'Orient, tot i que el conjunt actual es creu que es va començar a construir el 1104, ja que no hi ha evidència d'una data precisa. Definitivament ja existia a l'inici del segle xiii i és esmentat a l'obra del Dant La Divina Comèdia.
El terme arsenale, utilitzat en italià modern, ve de l'àrab Dar as-sina'ah, que significa 'casa de la indústria'. El terme, conegut pels venecians pels seus freqüents contactes amb l'Orient, va passar a la darzanà veneciana i, a continuació, danyat en el temps en forma Arzana, esmentada per Dant en La Divina Comèdia, i a continuació, a través d'arzanàl i la forma final d'arsenal.
Inicialment la drassana simplement allotjava els vaixells construïts de forma privada, però el 1320 es va bastir l'Arsenal Nuovo, molt més gran que l'original. Això va permetre que els vaixells de l'Estat i els encara més grans vaixells mercants fossin construïts i reparats en un sol lloc. L'Arsenal també es va convertir, incidentalment, en un important centre de manufactura de cordes, alhora que els habitatges dels treballadors s'estenien fora dels seus murs.
Venècia va desenvolupar mètodes de producció en massa de vaixells de guerra a l'Arsenal, incloent el sistema de construir primer la quilla del vaixell, que substituïa l'antic sistema romà de construir abans que res el buc. El nou sistema era molt més ràpid i requeria menys fusta. En el moment de màxima eficiència, el segle xvi, a l'Arsenal hi treballaven unes 16.000 persones que aparentment eren capaces de fabricar un vaixell diari i podien posar a punt, armar i aparellar una nova galera amb tècniques de producció en massa basades en una producció en cadena que no es tornaria a veure de nou fins a la revolució industrial.
A l'Arsenal també s'hi van desenvolupar en una data primerenca noves armes de foc, començant per la bombarda el 1370 i nombroses armes més petites per lluitar contra els genovesos pocs anys després. També hi hagué millores en les armes de mà dirigides a augmentar la velocitat de sortida i, per tant, la seva capacitat de penetrar una armadura millor que la d'una ballesta. El condottiero Bartolomeo Colleoni és conegut com el primer que va muntar la nova artilleria lleugera de l'Arsenal en carros mòbils per al seu ús al camp de batalla.
La porta principal de l'Arsenal, la Porta Magna o Porta di Terra, va ser construïda el 1460 i fou la primera estructura renaixentista que es va bastir a Venècia. Es creu que fou construïda per Antonio Gambella a partir d'un disseny de Jacopo Bellini. El 1687 s'hi van afegir, a banda i banda, dos lleons portats de Grècia. Un dels lleons, conegut com el Lleó del Pireu, és notable per haver estat desfigurat amb grans runes gravades al segle xi per soldats mercenaris escandinaus.
L'Arsenale Novissimo es va començar a bastir el 1473. Va permetre la creació d'un sistema similar a la producció en cadena en la qual els bucs eren construïts a les noves àrees de l'Arsenal abans de ser acabats a l'Arsenal vell.
A la fi del segle xvi els mestres de l'Arsenal van experimentar amb vaixells més grans com a plataforma d'artilleria naval pesant. Els més impressionants van ser les galiasses, usades ja a Lepant i desenvolupades a partir de l'antiga «gran galera» mercant. Enorme, propulsada tant per veles com per rems, eren tota una fortalesa flotant amb canons muntats sobre carros al llarg dels costats, a l'estil modern. Això no obstant era lenta i poc maniobrable durant la batalla, raó per la qual se'n van construir poques. El galió, també desenvolupat dins l'Arsenal, era un veler armat, una versió més estilitzada del voluminós vaixell mercant. Era útil a les batalles, però a les petites badies i estret de la costa dàlmata.
Parts significatives de l'Arsenal van ser destruïdes durant el domini de Napoleó Bonaparte, que posteriorment foren reconstruïdes per habilitar l'ús actual de l'Arsenal com a base naval.
S'usa també com a centre de recerca i com a escenari d'exhibició durant la Biennal de Venècia, i acull també un centre de preservació de navilis històrics.